# Бонијер на Сени
Бонијер на Сени (фр. Bonnières-sur-Seine) је насељено место у Француској у региону Париски регион, у департману Ивлен.
По подацима из 2011. године у општини је живело 4427 становника, а густина насељености је износила 577,94 становника/km².

## Демографија
| 1962. | 1968. | 1975. | 1982. | 1990. | 2011. |
| ----- | ----- | ----- | ----- | ----- | ----- |
| 2.250 | 2.846 | 3.399 | 3.253 | 3.437 | 4.427 |